# 五氯吡啶
五氯吡啶是一种有机氯化合物，化学式为C5Cl5N。它可由吡啶和氯气在催化下反应制得，或由2,3,5,6-四氯吡啶和六氯乙烷在氢氧化钠存在下反应得到。
它和苯硼酸在催化下反应，可以得到五苯基吡啶。